# Baleshare
Baleshare (gael nyelven Baile Sear, keleti tanya) egy lapos sziget a Külső-Hebridákon, Skóciában.
Baleshare North Uist szigetétől délnyugatra terül el. Úgy a gazdaságot, mint a közösséget fellendítette egy 350 méteres töltésút 1962-es felépítése. A sziget a Hebridákon megszokottakhoz viszonyítva különösen lapos, mindössze 12 méterrel emelkedik a tenger szintje fölé és hosszú, homokos tengerpartjáról híres. Lakossága mindössze 49 fő és két település – Samhla és Teananachar – között oszlik meg.
Nevének jelentése „keleti tanya” vagy „keleti város”. Korábban állítólag létezett egy  „nyugati tanya” is valahol Baleshare nyugati partjánál, ezt azonban a 16. században elmosta a víz. Rajta – apály esetén – át lehetett kelni a szomszédos Monach-szigetekre. A Monach-szigetek 15 kilométerre nyugatra találhatók. Egy másik történet szerint ettől 100 méterre északra volt egy Kirkibost szigetére vezető földhíd. E vélekedések alapját egy 1542-es kincstári feljegyzés jelentheti, mely szerint ekkoriban bérlemények értéke csökkent a tengerár hatásának betudhatóan.
Két prehisztorikus települést tártak fel a szigeten és kerek alaprajzú kőépületek maradványaira, valamint edénytöredékekre, csontokra és fémtárgyakra bukkantak. Ezeket – ugyanúgy mint más környékbeli leleteket – erősen megviselte a tengerparti erózió.
A szigeten született John Fergusson, 19. századi kanadai politikus.

## Fordítás
Ez a szócikk részben vagy egészben  a   Baleshare című angol Wikipédia-szócikk ezen változatának fordításán alapul.  Az eredeti cikk szerkesztőit annak laptörténete sorolja fel. Ez a jelzés csupán a megfogalmazás eredetét és a szerzői jogokat jelzi, nem szolgál a cikkben szereplő információk forrásmegjelöléseként.